# Delias schoenbergi
Delias schoenbergi är en fjärilsart som beskrevs av Rothschild 1895. Delias schoenbergi ingår i släktet Delias och familjen vitfjärilar. Inga underarter finns listade i Catalogue of Life.

## Bildgalleri

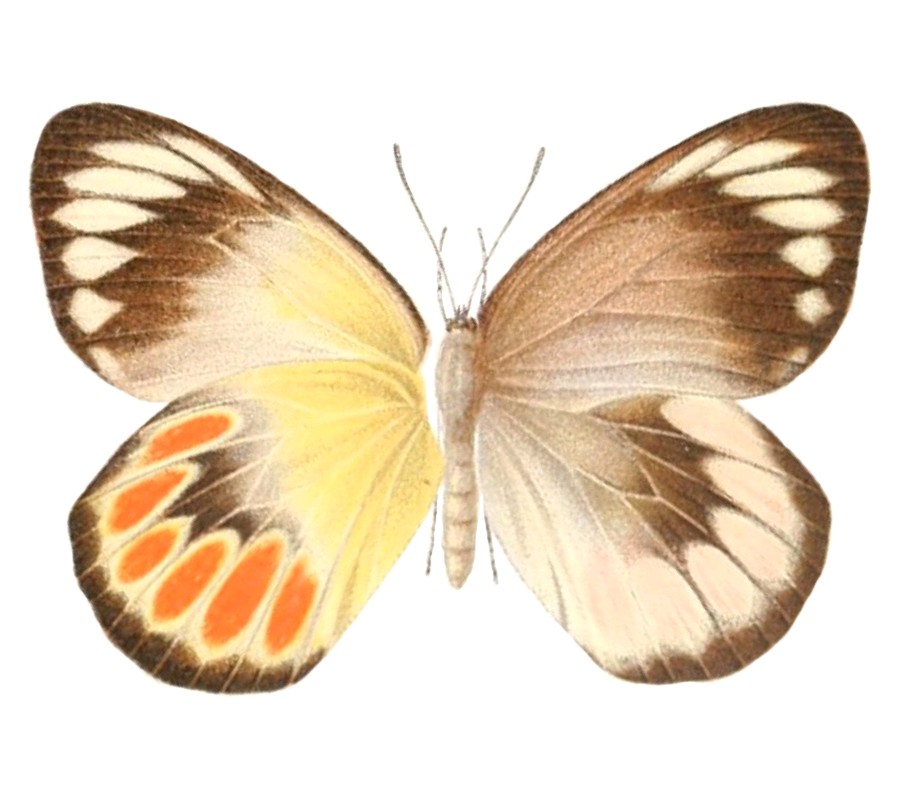
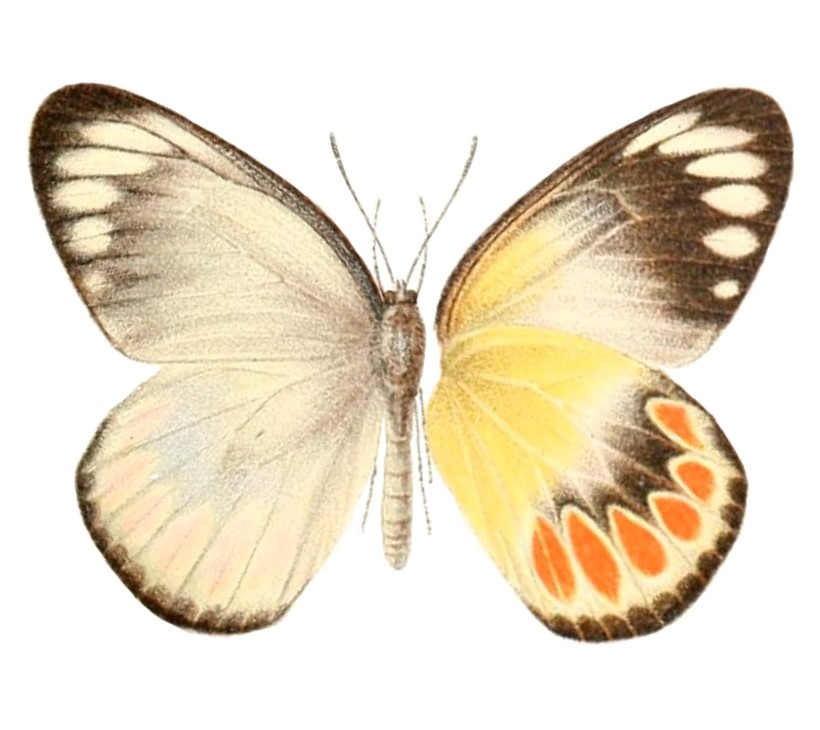